# 9 × 21 мм
9×21 мм — российский пистолетный патрон центрального воспламенения с бесфланцевой гильзой цилиндрической формы с небольшой конусностью, созданный в ЦНИИ точного машиностроения, город Климовск, Россия.
Патрон разработан для эффективного поражения целей, защищённых индивидуальными средствами защиты (шлемами, бронежилетами и тому подобное). Сам патрон и некоторые пистолеты под него разрабатывались в рамках НИОКР конкурса «Грач» на новый пистолет для ВС России.

## Номенклатура боеприпасов
| Oбозначение | Mасса пули, грамм | Начальная скорость, м/с | Начальная энергия пули, Дж | Примечания |
| ----------- | ----------------- | ----------------------- | -------------------------- | --- |
| РГ052       | 6,70 ‒ 7          | 415 ‒ 420               | 635-640                    | первый вариант 1992 года с бронебойной пулей с точёным сердечником                                                                      |
| РГ054       | 6,70              | 420                     | 640                        | второй вариант со штампованным сердечником, позже переименован в СП10                                                                   |
| СП10 (7Н29) | 6,70              | 400 ‒ 420               | 635                        | 9-мм патрон с пулей со стальным сердечником. Принят на вооружение в 1996 году. Дистанция пробития бронежилета 2 класса 100 м.           |
| СП11 (7Н28) | 7,50              | 380 ‒ 400               | 635                        | 9-мм патрон с пулей со свинцовым сердечником. Принят на вооружение в 1997 году.                                                         |
| СП12        | 5,70              | 400 ‒ 425               | 600                        | 9-мм патрон с пулей высокого поражающего действия (экспансивный). Принят на вооружение в 1996 году.                                     |
| СП13 (7БТ3) | 7,30              | 395 ‒ 400               | 635                        | 9-мм патрон с бронебойно-трассирующей пулей. Принят на вооружение в 2000 году. Дистанция пробития бронежилета 2 класса 100 м.           |
| СП17        | ?                 | ?                       | ?                          | 9-мм патрон с пониженным пробивным действием пули. Представлен в 2008 году.                                                             |
| 7У4         | ?                 | ?                       | ?                          | 9-мм патрон с уменьшенной скоростью пули. Показали на «Армия-2019».                                                                     |
| 7Н42        | ?                 | ?                       | ?                          | 9-мм патрон с пулей повышенной пробиваемости. Показали на «Армия-2019».                                                                 |
| СП10У       | 6,7               | ?                       | ?                          | учебный |
| СП10УЗ      | 6,6               | ?                       | ?                          | 9-мм патрон с усиленным зарядом. Предназначен для проверки прочности запирающего механизма стрелкового оружия при заводских испытаниях. |
| СП10Т       | 6,8               | ?                       | ?                          | 9-мм патрон с трассирующей пулей. Для повышения эффективности стрельбы из пистолета-пулемёта СР-2 в ночном бою. Разработан в 1997 году. |

Пуля бронебойного патрона СП10 состоит из стального термоупрочнённого подкалиберного сердечника, свинцовой рубашки и биметаллической оболочки.

## Сравнение патронов
| Патрон             | Масса пули, г | Скорость пули, м/с | Энергия пули, Дж |
| 9×21 мм            | 6,70 ‒ 7,90   | 395 ‒ 410          | 563 ‒ 635        |
| 9 × 21 мм IMI      | 7,45 ‒ 8,00   | 360 ‒ 390          | 518 ‒ 570        |
| .38 Super          | 7,45 ‒ 9,53   | 370 ‒ 440          | 578 ‒ 740        |
| 9×19 мм Парабеллум | 5,83 ‒ 9,53   | 290 ‒ 430          | 380 ‒ 700        |
| 9×18 мм ПМ         | 3,70 ‒ 6,10   | 315 ‒ 519          | 300 ‒ 505        |

## Достоинства и недостатки
Как и все боеприпасы, патрон 9×21 мм имеет свои достоинства и недостатки:
| Достоинства | Недостатки                                                                         |
| --- | ---------------------------------------------------------------------------------- |
| Высокое пробивное действие пули. Патрон позволяет пробивать преграды, недоступные для большинства пистолетных калибров, включая даже более крупные и большей дульной энергии.                  | Значительная отдача и вспышка.                                                     |
| Высокое убойное действие пули. Во время испытаний было выявлено, что пуля патрона 9×21 превосходит по убойному действию пулю патрона 9×19 мм Парабеллум в 1,6 раза, а пулю .45 ACP в 1,2 раза. | Излишняя пробиваемость опасна в городских условиях — могут пострадать третьи лица. |
| Высокая кучность стрельбы. | Высокая мощность патрона предусматривает более сложную автоматику.                 |

## Изображения

Патроны разных годов производства. Внешний вид.
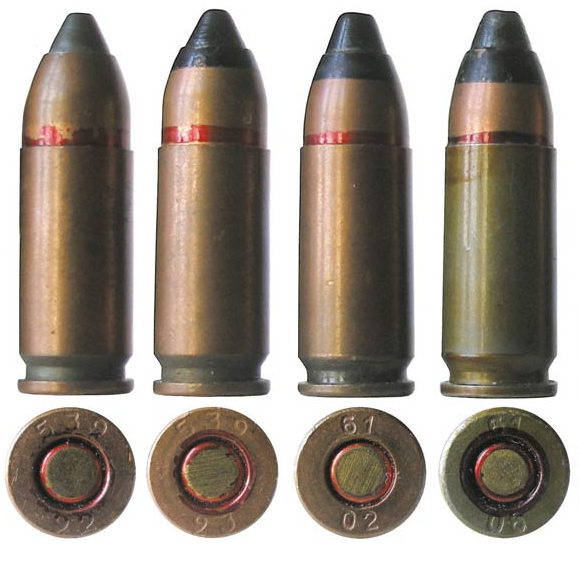
СП10
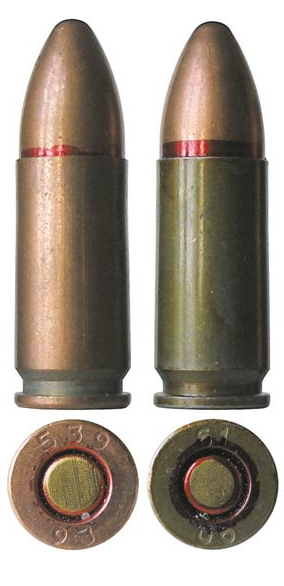
СП11
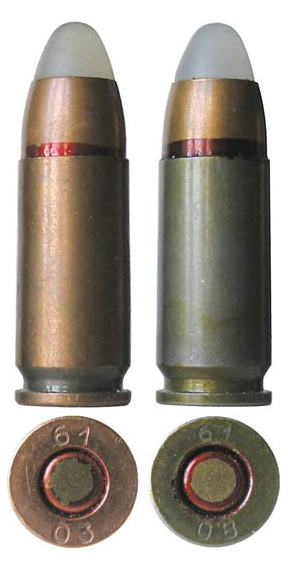
СП12
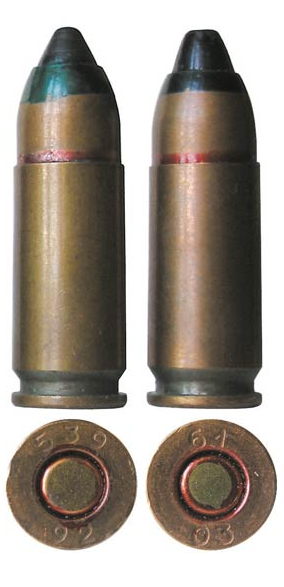
СП13

Пули разных годов производства. Внешний вид и вид в разрезе.
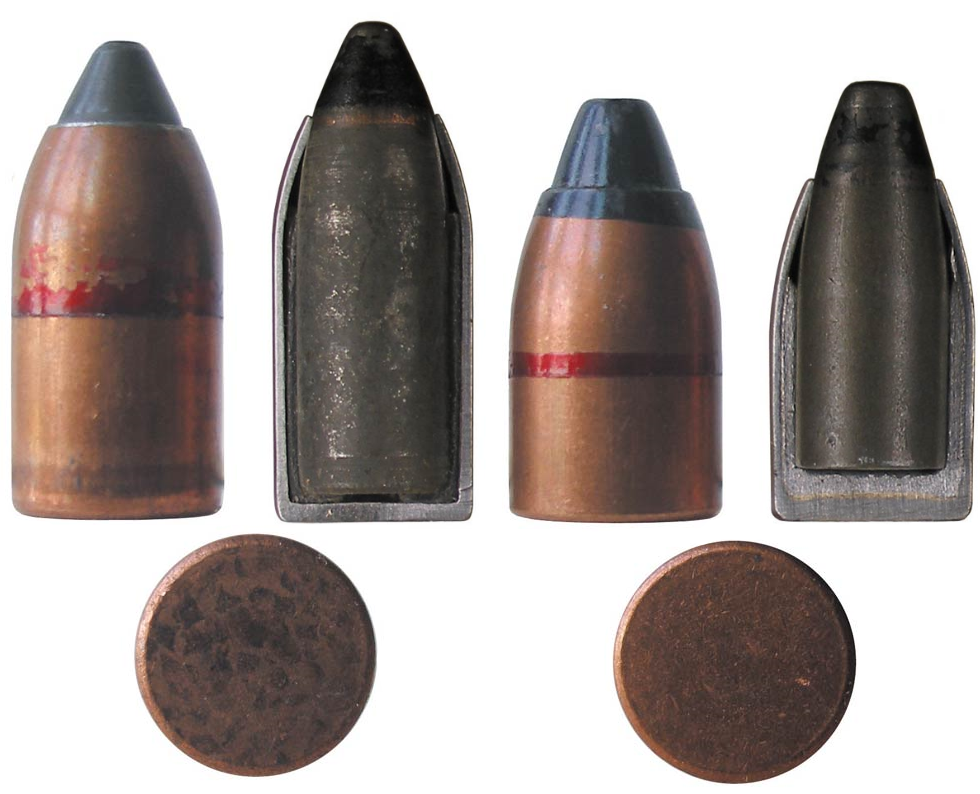
СП10
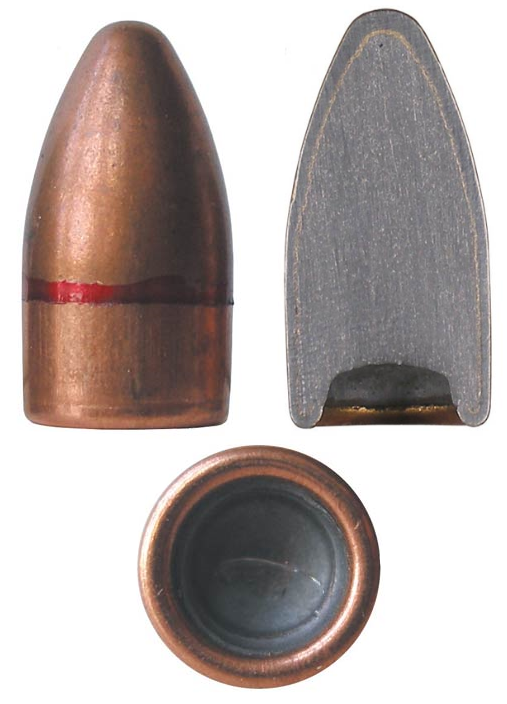
СП11
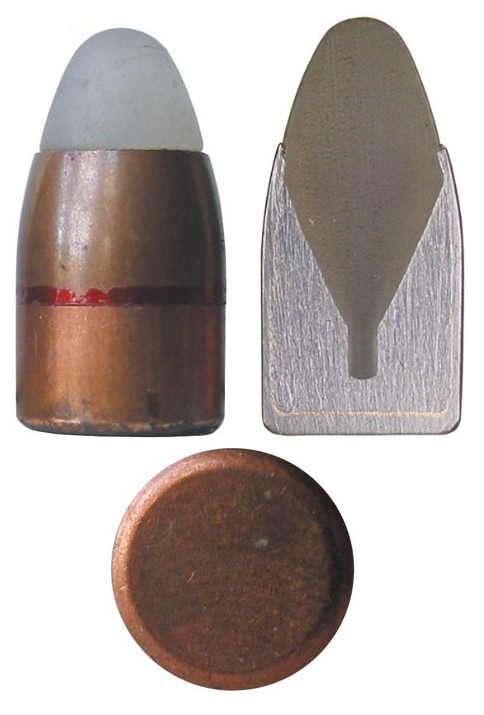
СП12
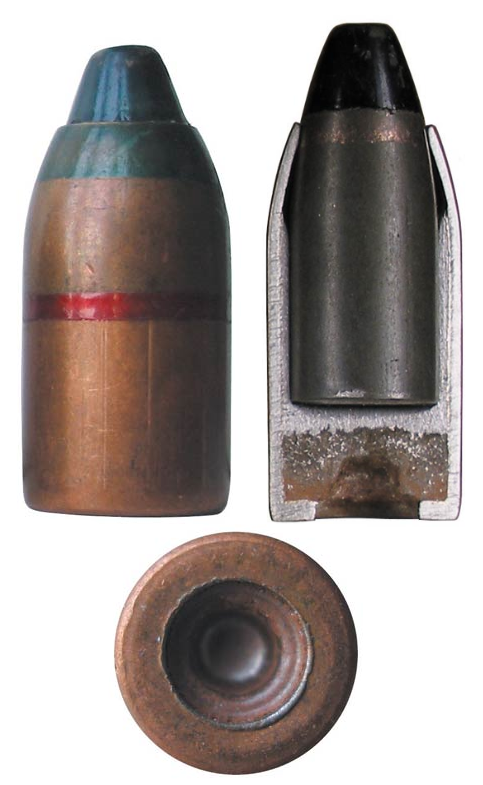
СП13

## Оружие под патрон 9×21 мм
- СР-1 «Гюрза»
- СР-2 «Вереск»
- Удав
  - 6П72-1